# Helen Hay Whitney

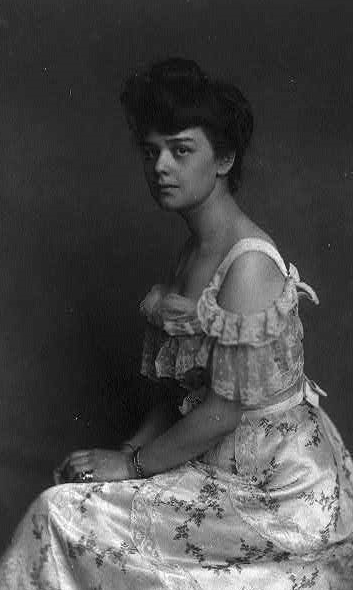
Helen Hay Whitney fotografiert von Frances Benjamin Johnston (undatiert)

Helen Hay Whitney (* 11. März 1876 in New York City, als Helen Hay; † 24. September 1944 ebenda) war eine US-amerikanische Dichterin und Figur des öffentlichen Lebens, die sich auch als Wohltäterin und für ihr Engagement im Pferderennsport einen Namen machte.

## Leben
Helen Hay wurde 1876 in New York City als Tochter des Diplomaten und Politikers John Hay geboren und besuchte die elitäre Masters School in Dobbs Ferry. Nach dem Schulabschluss war Hay einige Jahre lang als Dichterin tätig und publizierte um das Jahr 1900 herum mehrere Gedichtbände, während ihr Vater US-Außenminister wurde. 1902 heiratete sie den wohlhabenden Unternehmer William Payne Whitney; die Hochzeit des Ehepaars wurde ein öffentliches Ereignis, zu den Gästen gehörten unter anderem Präsident Theodore Roosevelt und das gesamte Kabinett der Vereinigten Staaten. Das Ehepaar bekam zwei Kinder, die Unternehmerin Joan Whitney Payson und den Unternehmer und Diplomaten John Hay Whitney. Gemeinsam mit ihrem Ehemann begann sie in den nächsten Jahren ein Engagement im Pferderennsport; nach dem Kauf eines ersten Rennpferdes 1909 baute sie in Red Bank, New Jersey, mit dem Greentree Stable ein eigenes Rennpferdgestüt auf. Ihr eigener Rennstall war unter ihrer Leitung bis in die 1940er Jahre hinein erfolgreich; 1931 und 1942 konnten ihre Pferde das prestigeträchtige Kentucky Derby gewinnen. Whitney erarbeitete sich auf diesem Wege den Ruf der „First Lady der amerikanischen Pferderennbahn“.
Whitneys Einfluss in der New Yorker Gesellschaft gepaart mit ihrer Tätigkeit im Pferderennsport sorgte dafür, dass zahllose Damen der New Yorker Oberschicht ein Interesse für den Pferderennsport entwickelten. Mehrfach mischte sie sich auch in die New Yorker Politik ein, unter anderem, um bundesstaatliche Gesetze zur Begrenzung von Wetten auf Pferderennen zu verhindern. Daneben war Whitney auch als Wohltäterin aktiv; mit jährlichen Empfängen auf ihrem Landsitz in Manhasset sammelte sie unter anderem Geld für das New York Hospital. Daneben unterstützte sie unter anderem das New Yorker Henry Street Settlement und sammelte während des Zweiten Weltkriegs Spendengelder unter einflussreichen Figuren des Pferderennsports. Nach dem Tod ihres Ehemanns 1927 spendeten Whitney und ihre zwei Kinder Gelder im Gedenken an ihren Ehemann für eine neue Sporthalle an die Yale University. Helen Hay Whitney verstarb 68-jährig  im September 1944 in New York City. 2019 wurde sie in der Kategorie Pillars of the Turf in die nationale Hall of Fame des US-Pferderennsports aufgenommen.

## Veröffentlichungen
- Some Verses. Herbert S. Stone & Co., Chicago 1898.
- The Rose of Dawn: A Tale of the South Sea. R. H. Russell, New York 1901
- Sonnets and Songs. Harper & Brothers, New York 1905.
- The Punch & Judy Book. Illustriert von Charlotte Harding. Duffield, New York 1906.
- The Bed Time Book. Illustriert von Jessie Willcox Smith. Duffield, New York 1907.
- Gypsy Verses. Duffield, New York 1907.
- Herbs and Apples. John Lane Company, New York 1910.